# April Stewart

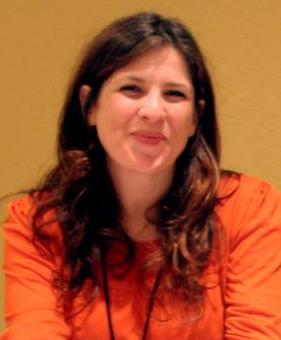
April Stewart

April Stewart (auch Gracie Lazar oder Jane Smith; * 8. Februar 1968 in Truckee, Kalifornien) ist eine US-amerikanische Synchronsprecherin. Bekannt ist sie vor allem durch ihre Stimme in verschiedenen Computerspielen bzw. der englischsprachigen Originalversion von South Park, wo sie einer Anzahl verschiedener Charaktere die Stimme leiht.

## Leben und Karriere
Die im Jahre 1968 in Truckee, im östlichen Teil Kaliforniens im Nevada County, geborene Stewart wuchs in ihrer Heimatstadt auf und begann die Schauspielerei im Alter von vier Jahren, andere Quellen nennen das Alter von zwölf Jahren als Startpunkt. Stewart, die einer Familie entstammt, die vor allem in der Unterhaltungsbranche etabliert ist (ihr Vater Freddie Stewart war unter anderem Schauspieler und Sänger im Tommy Dorsey-Orchestra), besuchte die Tahoe Truckee High School, wo sie 1987 ihren Abschluss machte. Während ihrer Schulzeit wurde sie von einem ihrer damaligen Lehrer unterstützt. So war sie in noch jungen Jahren Mitglied der Truckee Actor’s Guild und war zudem in verschiedenen Musical- und Theateraufführungen in ihrer Schule im Einsatz. Durch ihren Lehrer kam sie nach Ashland im US-Bundesstaat Oregon, Ort des alljährlich stattfindenden Oregon Shakespeare Festivals, wo sie beschloss ernsthaft in die Schauspielerei einzusteigen. Durch ihr fortwährendes Bestreben kam sie schließlich ans Pacific Conservatory of the Performing Arts, das Teil des Allan Hancock Colleges in Santa Maria, Kalifornien ist.
Nachdem sie dort eine rund zweijährige Ausbildung absolviert hatte, kam sie danach auf Geheiß eines Freundes nach Los Angeles, wo sie allerdings frustriert dem Theaterspiel den Rücken kehrte und durch ihre persönliche Freundin Grey DeLisle zur Synchronisation im Film- und Fernsehbereich gebracht wurde. Durch eine Agentur wurde sie nur einen Monat später für ihre erste Synchronisation, einen Werbespot für Lexus, gebucht, obwohl sie zu diesem Zeitpunkt gar nicht wusste, dass es sich um ihr erstes Engagement als (Synchron)Sprecherin handelte. Ähnliches passierte, als sie die South Park Studios besuchte, wo sie anfangs nur für zwei Wochen die Synchronrollen von Eliza Schneider, die nach dem Selbstmord von Mary Kay Bergman im Jahre 1999 sämtliche weibliche Stimmen in der animierten Fernsehserie South Park übernahm, übernehmen sollte. Zwei Wochen nach ihrem Vorsprechen erhielt sie eine Nachricht von den Produzenten bzw. Regisseuren der Serie, wobei Stewart zwar nicht für die beiden besagten Wochen für Schneider einspringen musste, sondern gleich als dauerhaftes Mitglied in den Cast der Serie geholt wurde. Dort übernahm sie daraufhin ab der achten Staffel sämtliche Stimmen die zuvor von Schneider gesprochen wurden. Bis dato (Stand: Ende 2010) synchronisierte sie dabei 66 Folgen und übernahm dabei die Stimmen von den Charakteren Wendy Testaburger, Bürgermeisterin McDaniels, Liane Cartman (Cartmans Mutter), Mrs. McCormick (Kennys Mutter), Rektorin Victoria, Sharon Marsh (Stans Mutter), Shelly Marsh (Stans Schwester), sowie die Stimme zahlreicher anderer Charaktere.
Neben zahlreichen Einsätzen in verschiedenen international bekannten Computer- und Videospielen lieh Stewart ihre Stimme 2005 auch einer Figur in American Dad. Des Weiteren ist sie in den Serien Die gruseligen Abenteuer von Billy und Mandy (2006; 1 Folge), El Tigre: The Adventures of Manny Rivera (2007; 4 Folgen) und Wolverine and the X-Men (2009; 2 Folgen) zu hören. Außerdem synchronisierte sie in den (Kurz-)Filmen Endurance Challenge: Mordred’s Isle Episode 2 (2007) und Kung Fu Magoo (2010), sowie in der preisgekrönten South-Park-Trilogie Fantasieland (2008). Bisher konnte Stewart zwei namhafte Fernseh-/Filmproduktionen verzeichnen, in denen sie als Schauspielerin zu sehen ist. Dies sind eine Episode von The Game sowie das Drama Megan Is Missing, das im Mai 2011 seine Premiere in den US-Kinos feiert. Im April 2008, im Alter von 40 Jahren, wurde sie zum ersten Mal Mutter.

## Filmografie
- 2007: The Game (Fernsehserie, eine Folge)
- 2011: Megan Is Missing

## Synchronrollen
in Film und Fernsehen
- seit 1999 bzw. 2004: South Park (66 Folgen)
- 2005: American Dad (1 Folge)
- 2006: Die gruseligen Abenteuer von Billy und Mandy (1 Folge)
- 2007: El Tigre: The Adventures of Manny Rivera (4 Folgen)
- 2007: Endurance Challenge: Mordred's Isle Episode 2
- 2008: Fantasieland (South Park: Imaginationland oder nur Imaginationland)
- 2009: Wolverine and the X-Men (2 Folgen)
- 2010: Kung Fu Magoo

in Computerspielen
- 2002: Die Hard: Nakatomi Plaza
- 2003: Star Wars: Knights of the Old Republic
- 2003: Freedom Fighters
- 2004: Lemony Snicket – Rätselhafte Ereignisse (Lemony Snicket’s A Series of Unfortunate Events)
- 2005: ER – Emergency Room (ER: The Game)
- 2005: Guild Wars
- 2005: Age of Empires III
- 2006: Dirge of Cerberus: Final Fantasy VII
- 2006: Final Fantasy XII
- 2006: Marvel: Ultimate Alliance
- 2006: Guild Wars Nightfall
- 2006: Dead or Alive Xtreme 2
- 2007: Guild Wars: Eye of the North
- 2007: Bee Movie Game
- 2007: Mass Effect
- 2007: Der Goldene Kompass
- 2008: Senjō no Valkyria: Gallian Chronicles
- 2009: X-Men Origins: Wolverine
- 2009: Marvel: Ultimate Alliance 2
- 2009: Brütal Legend
- 2009: Dragon Age: Origins
- 2009: James Cameron’s Avatar: Das Spiel (James Cameron’s Avatar: The Game)
- 2009: Final Fantasy XIII
- 2010: Senjō no Valkyria 2: Gallia Ōritsu Shikan Gakkō
- 2010: End of Eternity
- 2010: God of War III
- 2010: Dead or Alive Paradise
- 2010: Metal Gear Solid: Peace Walker
- 2010: Crackdown 2
- 2010: Fallout: New Vegas
- 2012: Dishonored: Die Maske des Zorns